# Prachtcorydoras
Der Prachtcorydoras (Brochis haraldschultzi, Synonym: Corydoras haraldschultzi) ist ein Süßwasserzierfisch aus der Unterfamilie der Panzerwelse. 

## Merkmale
Die Tiere werden bis zu 7 cm groß. Die für viele Panzerwelse charakteristische schwarze Punktierung auf silbergrauem Körper wird durch orangefarbene Brust- und Bauchflossen ergänzt.
Die Flossenformel beträgt:
- Dorsale 1/8
- Anale 1/7
- Pectorale 1/11

## Verbreitung
Prachtcorydoras sind in den Gewässern Zentralbrasiliens, besonders im Rio Guaporé heimisch. Der recht scheue und bisweilen schreckhafte Fisch hält sich in kleineren Schwärmen in der Bodenregion des Gewässers auf, benötigt aber als Darmatmer auch freien Zugang zur Wasseroberfläche.

## Aquaristik
Geeignete Wasserwerte im Aquarium sind: ein pH-Wert von 6,0 bis 8,0, ein GH-Wert von 2 bis 25 °d und eine Temperatur von 22 bis 28 °C. Dieser größere Vertreter der Gattung Corydoras wird oft verwechselt mit Sterbas Panzerwels (C. sterbai). Er benötigt ein Aquarium mit mindestens 56 Litern.
Häufig werden Exemplare von Corydoras maculifer als B. haraldschultzi gehandelt. Corydoras maculifer unterscheidet sich jedoch mit seinem Punktmuster und starker Zähnelung des Stachels der Brustflossen vom Prachtcorydoras mit seinem Wurmmuster und der schwach entwickelten Zähnelung.